# Belleuse
Belleuse är en kommun i departementet Somme i regionen Hauts-de-France i norra Frankrike. Kommunen ligger i kantonen Conty som tillhör arrondissementet Amiens. År 2022 hade Belleuse 299 invånare.

## Befolkningsutveckling
Antalet invånare i kommunen Belleuse
| Referens: INSEE |